# Janus Theeuwes
Adrianus (Janus) Cornelis Theeuwes, född 4 april 1886, död 7 augusti 1975, var en holländsk bågskytt. Han deltog vid olympiska sommarspelen 1920.